# Německé tankové muzeum
Německé tankové muzeum (něm. Deutsches Panzermuseum Munster – DPM) je muzeum bojové techniky v německém Munsteru v zemském okrese Lüneburské vřesoviště. Je umístěné ve vojenském výcvikovém prostoru. Hlavním cílem muzea je dokumentace historického vývoje německých obrněných jednotek od roku 1917.
Muzeum bylo založeno v roce 1983 jako součást vojenské školy Panzertruppenschule, Bundeswehru („Německé armády“) určené pro výcvik důstojníků a poddůstojníků německých obrněných jednotek, vojenských zpravodajských služeb a protivzdušné obrany. V současnosti je muzeum otevřené pro veřejnost a stará se o něj obec Munster, Panzertruppenschule a skupina příznivců muzea. Muzeum se rozkládá na ploše přes 9 000 m² včetně 7 500 m² výstavních hal. V roce 2003 byla v muzeu otevřena nová budova pro různé speciální výstavy a expozice, muzejní obchod a kavárna.

## Koncept

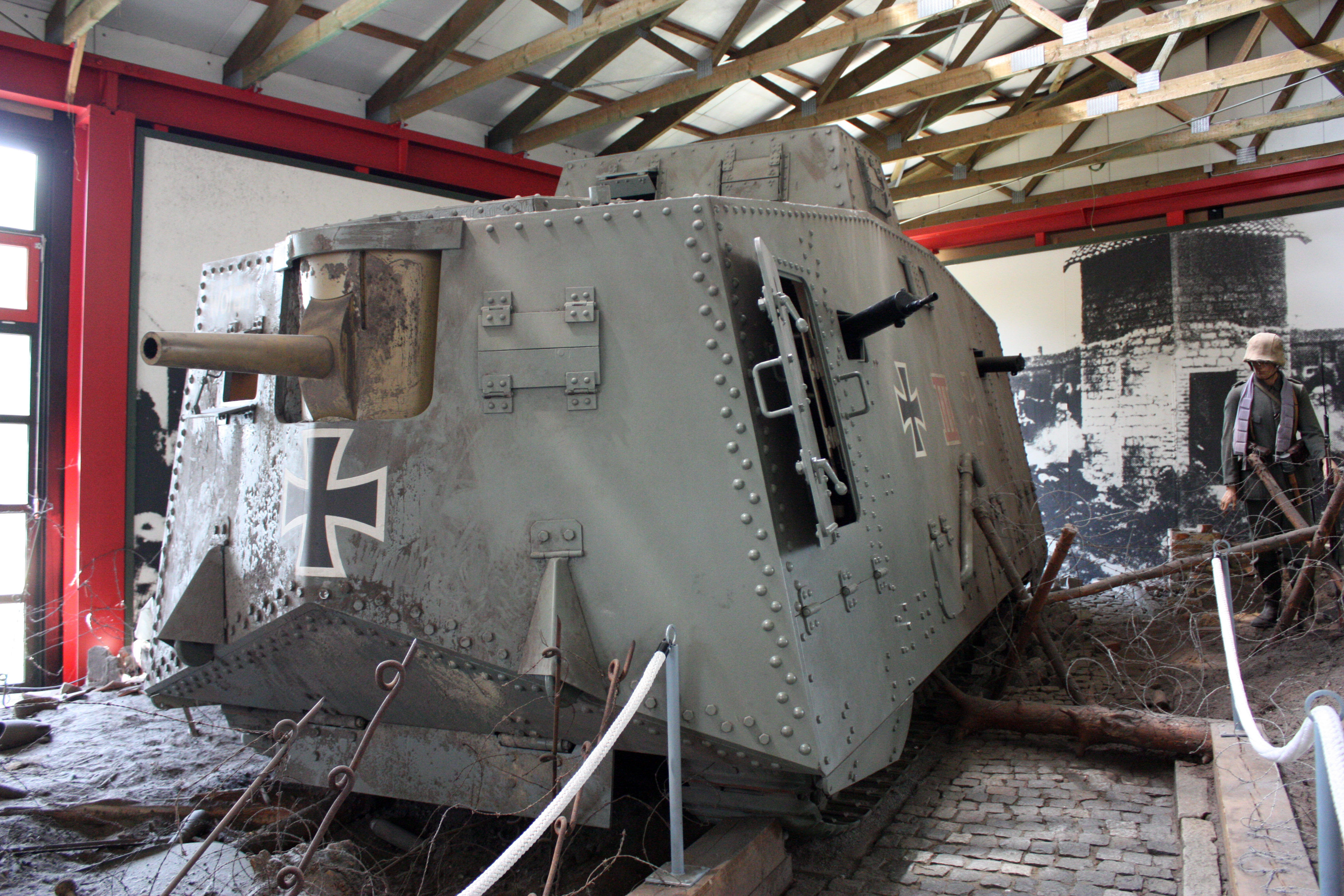
A7V
diorama expozice pancéřové techniky

Na rozdíl od jiných muzeí armádní techniky, toto muzeum pohlíží na bojovou techniku i v širších souvislostech jako jsou historické souvislosti a vědecké hodnocení. Mezi toto patří sociální, politické, ekonomické a kulturně-historické vlivy. Podle tohoto jsou i jednotlivé exponáty v muzejních sbírkách klasifikovány. Muzeum se přibližuje i k modernímu pojetí vojenských dějin a proto mimo těchto aspektů uvádí i klasické vojenské informace, jako je vojenská historie, bojová taktika a další.
Od roku 2010 je motivem muzea "Technika — kultura — společnost" pro zvýraznění propojení různých aspektů a prolínajících se vlivů. Za tímto účelem je v muzeu instalováno několik vzdělávacích prostředků. Vedle, nebo souběžně, s klasickým popisem exponátu a výkladem průvodce je možno pro prohloubení informací o exponátech využít audiovizuální techniky s historickými prameny.

## Expozice
Srdcem výstavy je sbírka asi 40 kusů techniky Bundeswehru a bývalého východního Německa (Nationale Volksarmee), stejně jako 40 německých tanků a dalších vozidel Wehrmachtu z 2. světové války. Kromě toho jsou zde vystaveny tanky Rudé armády, britské armády a armády Spojených států. Většina vozidel je v provozuschopném stavu. Na dalších exponátech probíhají restaurátorské práce směřující k tomu, aby všechny exponáty byly funkční. Při rekonstrukci provádějí pracovníci muzea i rozsáhlý výzkumu na každém vozidle tak, aby byla navrácena nejen technická funkčnost ale i barevné provedení – maskování, kamufláž.
V expozici je řada dalších vojensko-historických vozidel, obrněných vozidel včetně některých vzácných a unikátních druhů. Například muzeum vlastní autentickou repliku německého tanku A7V z 1. světové války první, jediný kus svého druhu v Evropě a obrněné policejní vozidlo z doby Výmarské republiky. Kromě toho má jeden ze dvou stávajících kusů tanku Sturmtiger, stejně jako prototyp verze Jagdpanzer IV. Z poválečné doby je zde několik prototypů Bundeswehru, včetně Leopard 1, stíhače tanků (Kanonenjagdpanzer) a neúspěšný MBT-70 z americko-německého vývoje a interiér amerického tanku M48 Patton. Další obrněná technika je zastoupena i ve formě modelů.
Zajímavostí je mezinárodní sbírka ocelových přileb a sbírkové předměty týkající se Erwina Rommela, které zahrnují mnoho z jeho osobních věcí. Dále jsou vystaveny všechny typy střelných zbraní a zbraní používané německou armádou v obou světových válkách.

Galerie exponátů
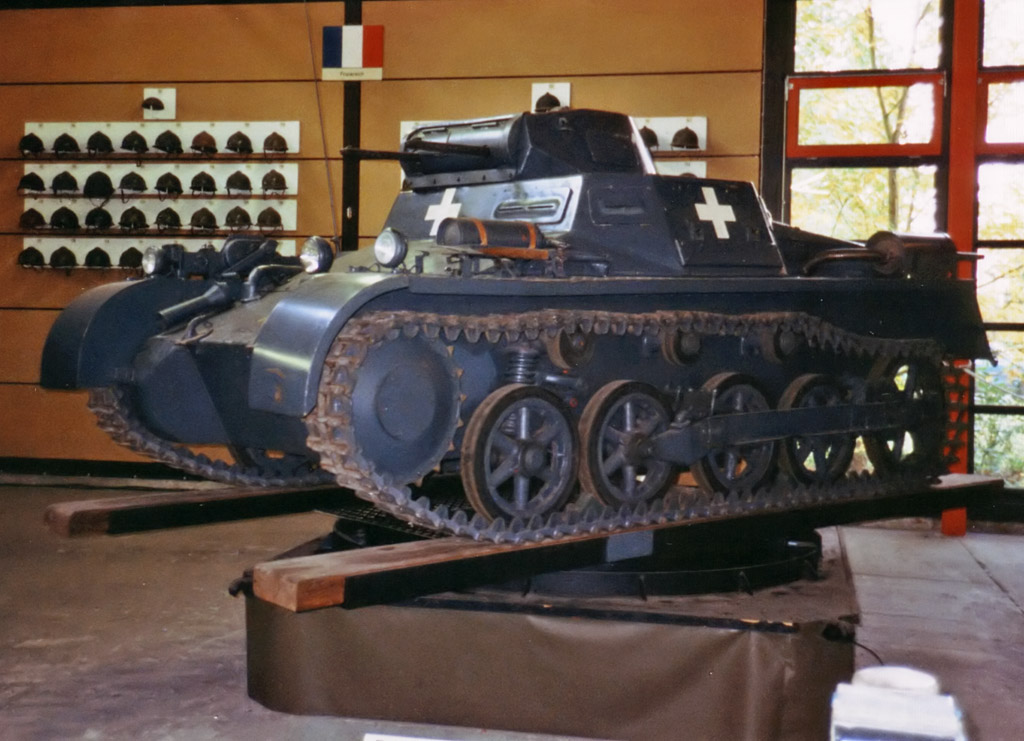
Panzer I, Mark A
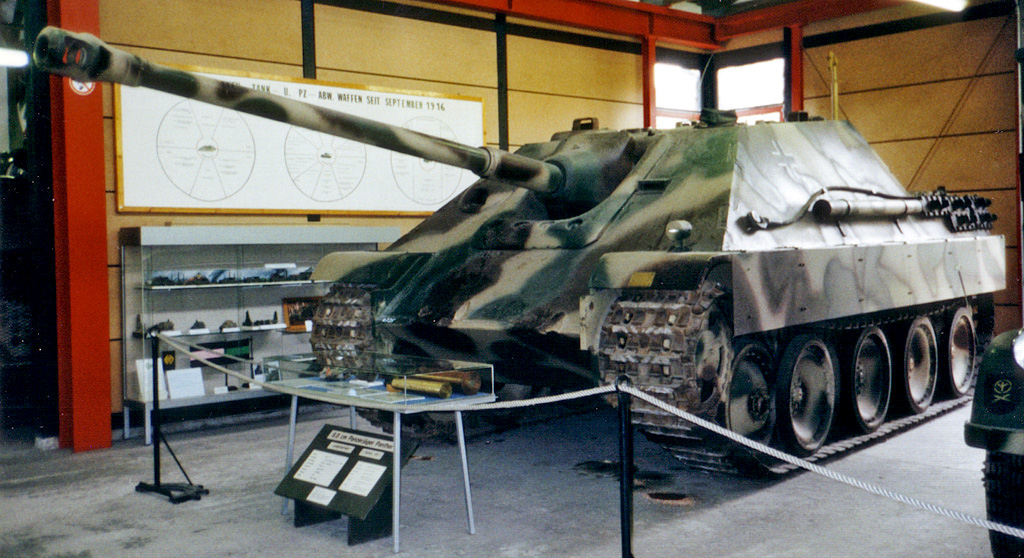
Jagdpanzer V (Jagdpanther)
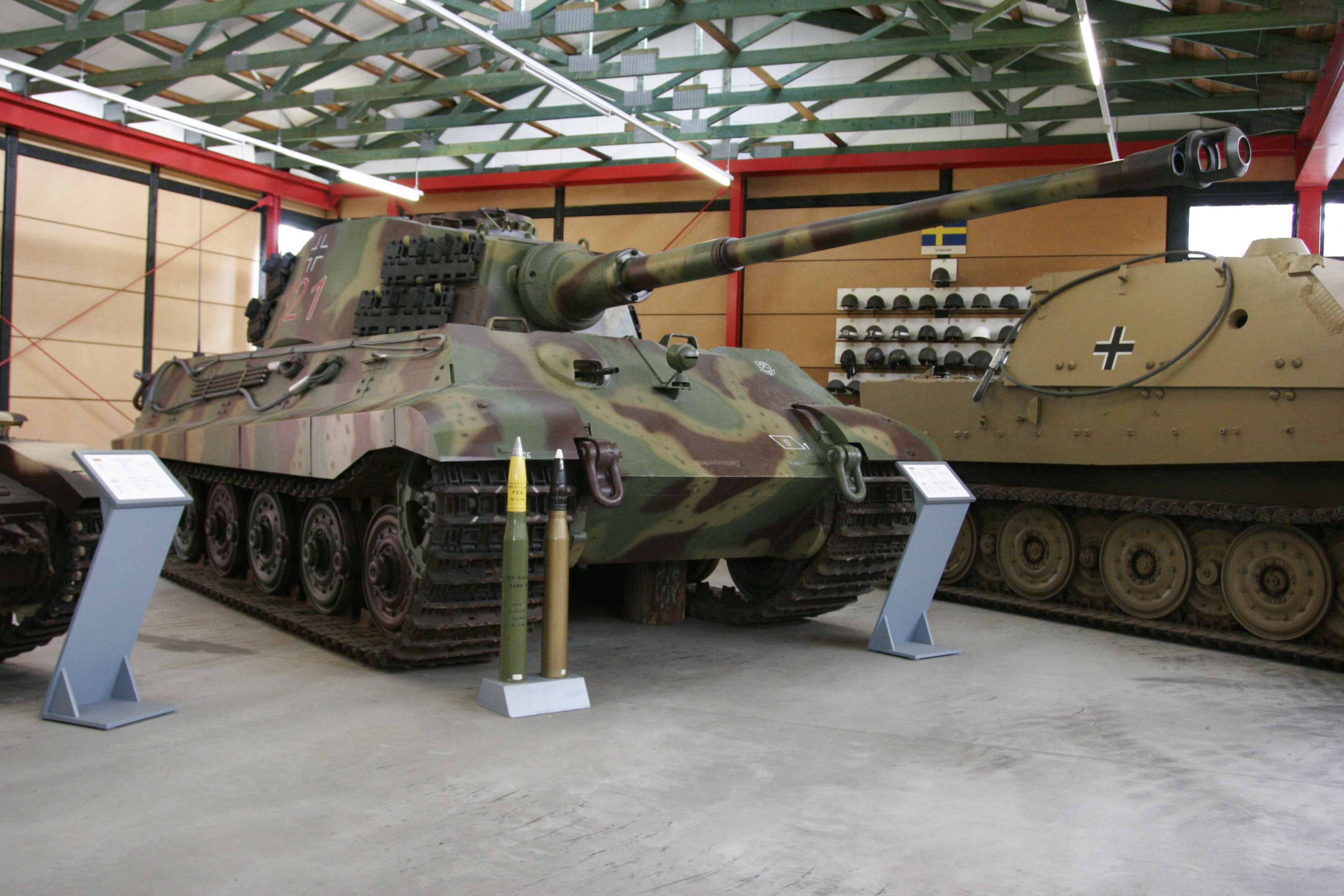
Tiger II
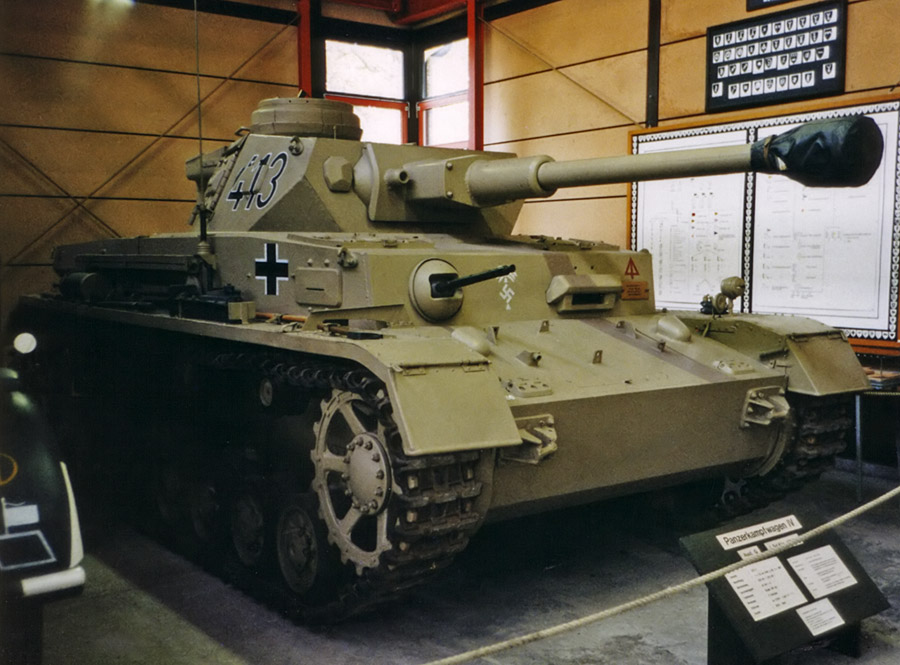
Panzer IV, Mark G
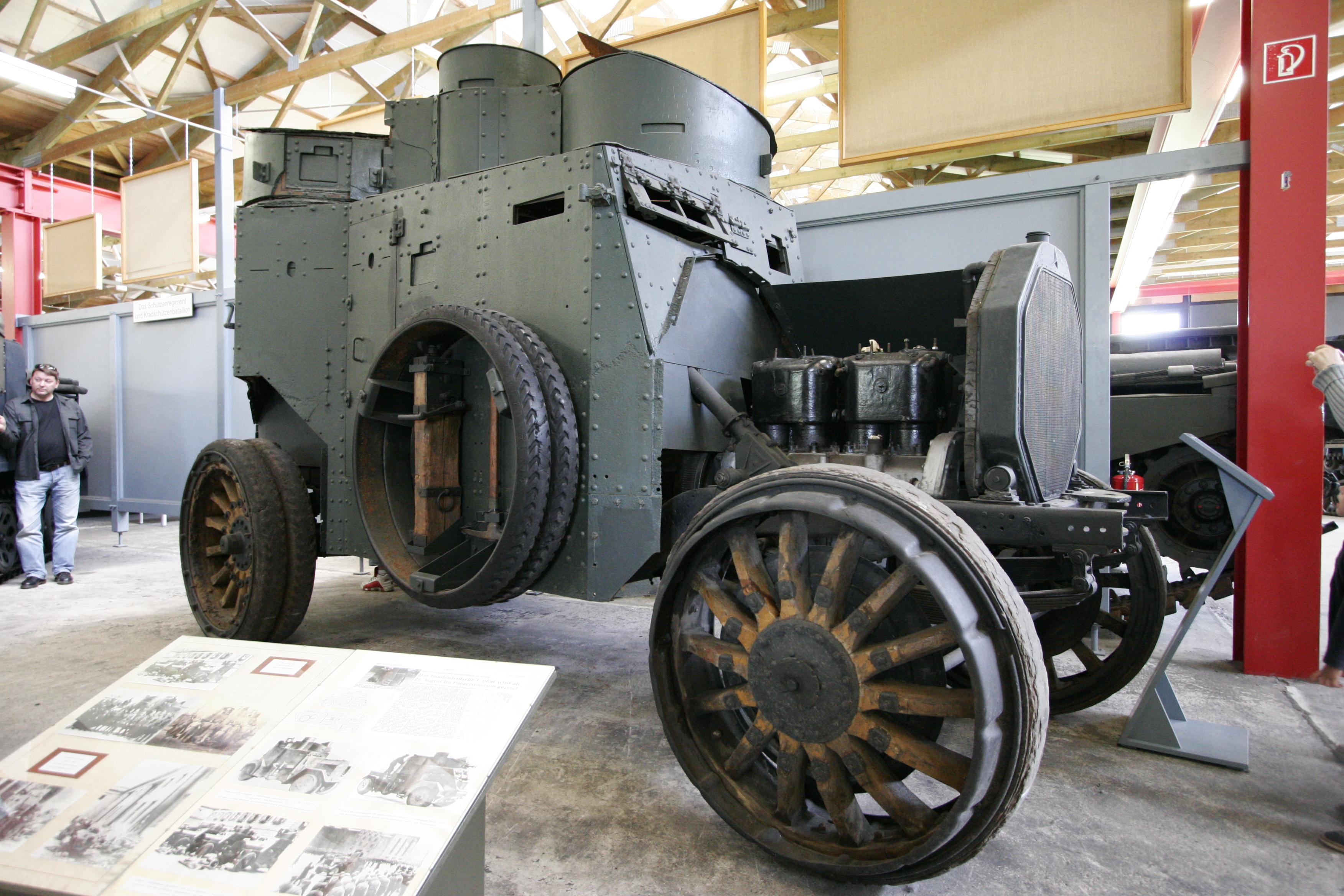
Daimler DZVR 21 policejní obrněné vozidlo
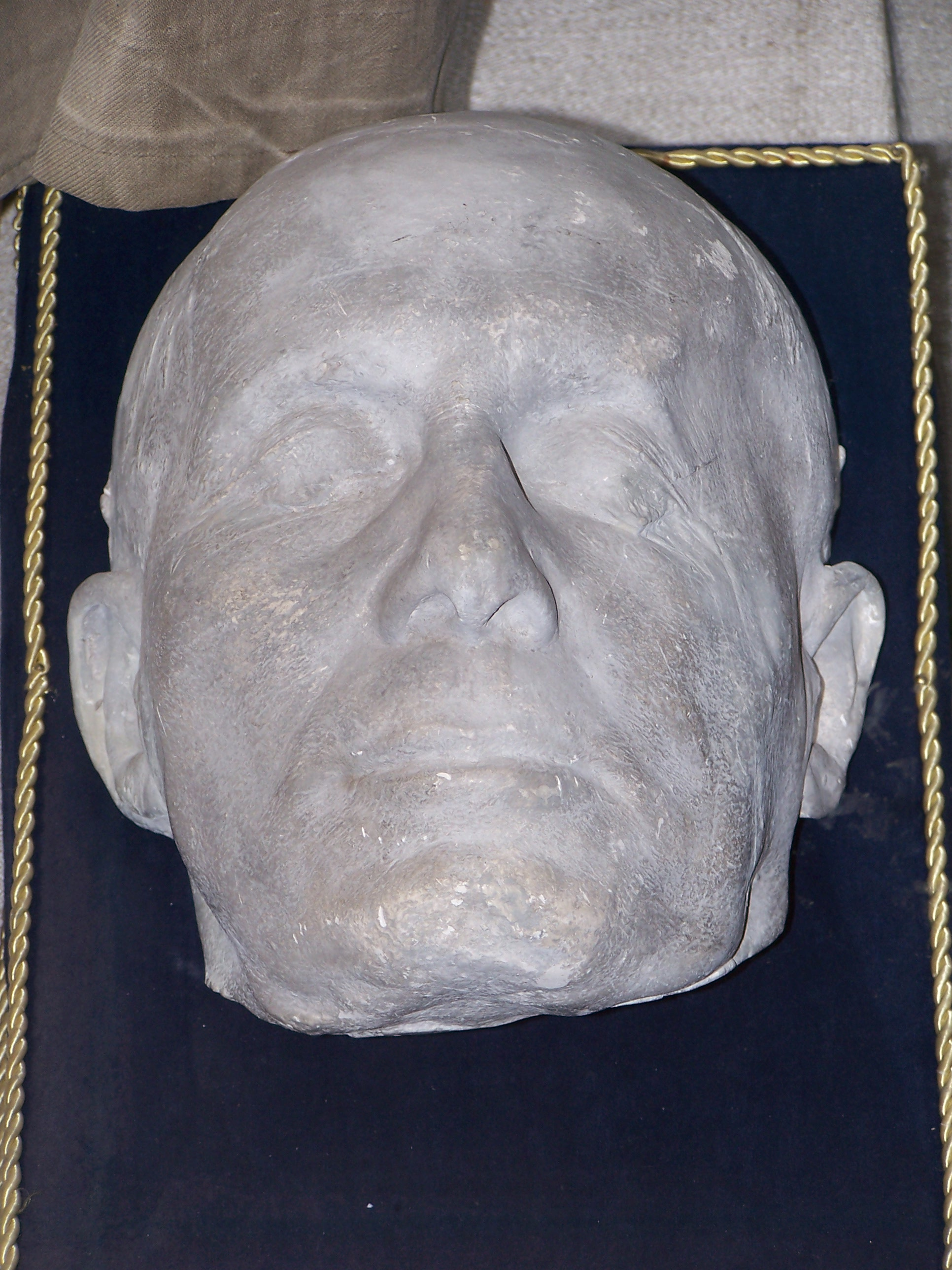
Erwin Rommel posmrtná maska
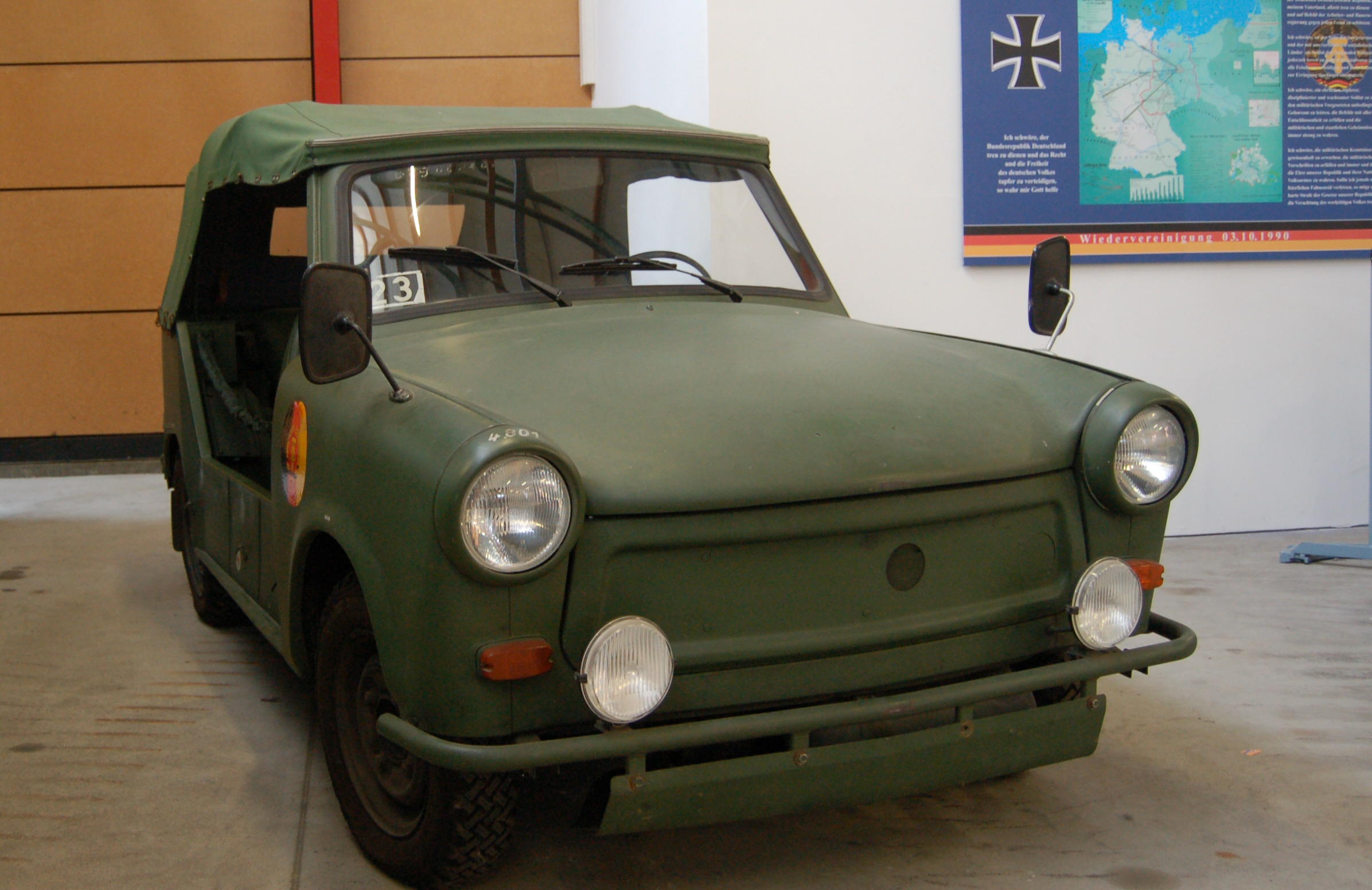
P 601 bojový Trabant
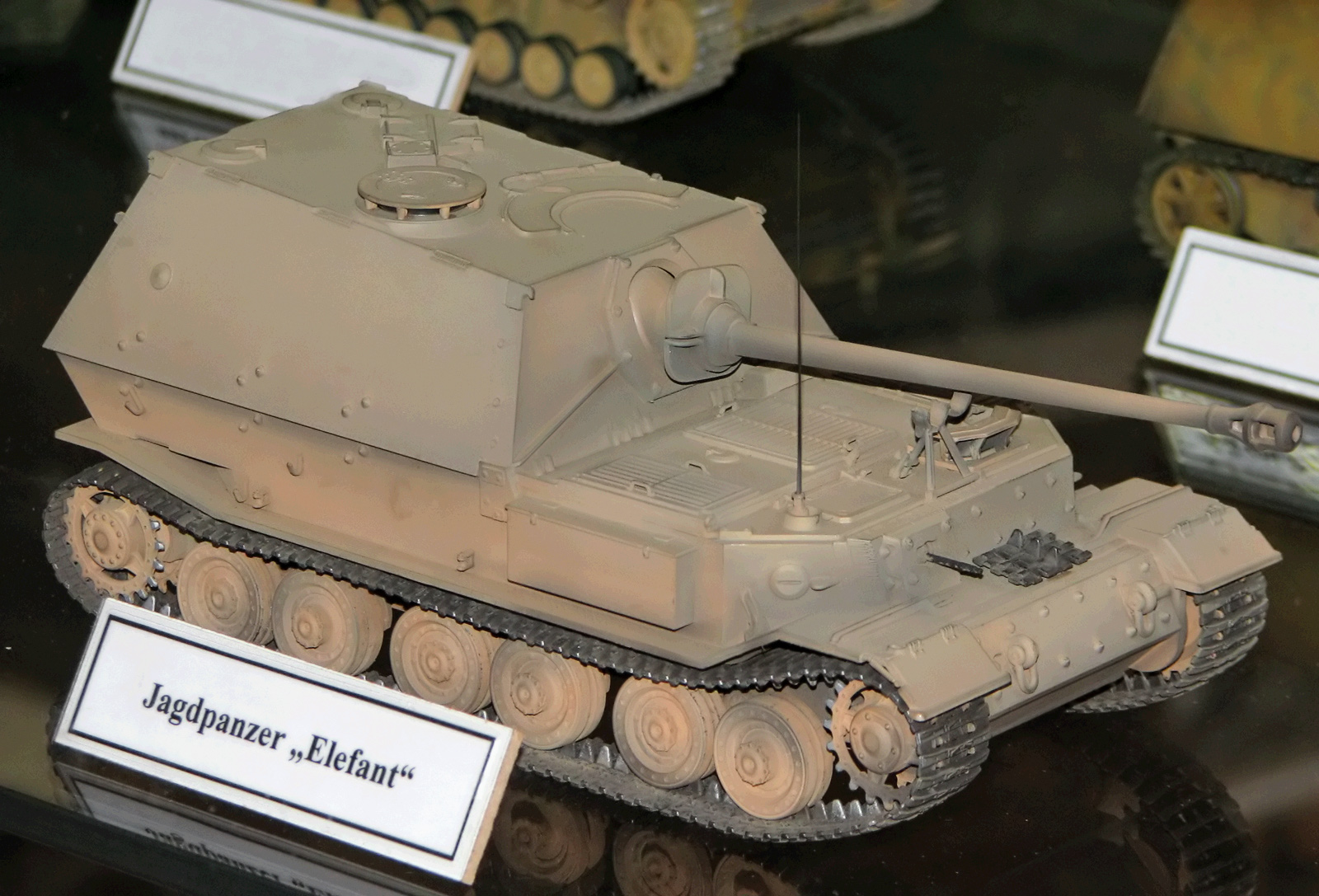
Expozice modelů pancéřové techniky
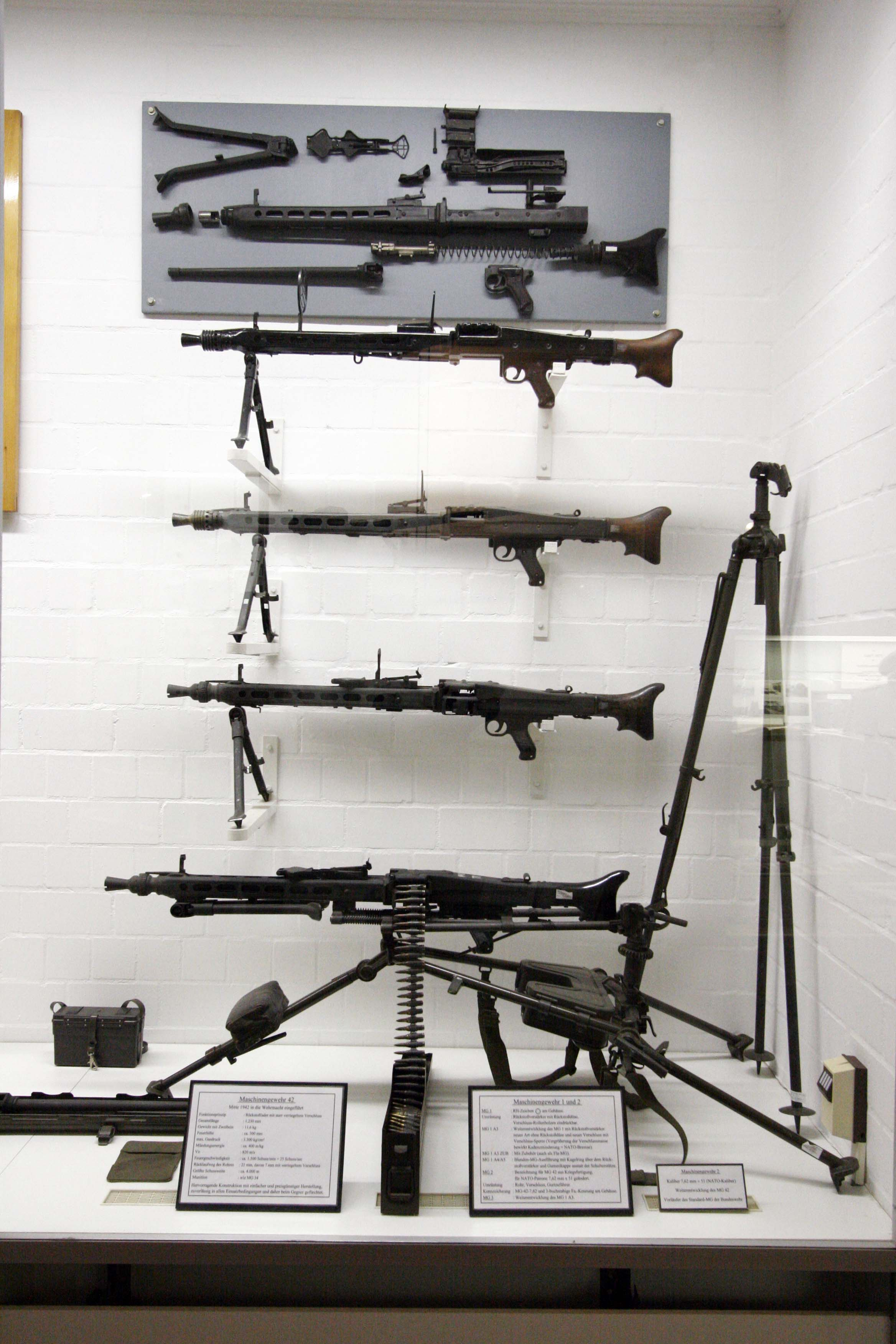
Expozice ručních palných zbraní